# Gammelholm
 "Bremerholm (København)" omdirigeres hertil. For andre betydninger, se Bremerholm.
Gammelholm (indtil ca. 1800: Bremerholm) er et område i Indre By i København, der omkranses af Inderhavnen, Slotsholmskanalen, Holmens Kanal og Nyhavn. Området var oprindeligt en holm mellem Amager og Sjælland. I 1510 omtales stedet første gang som Flådens værft, da kong Hans (1481-1513) bad høvedsmanden på Københavns Slot om at få tækket et par af øens huse. Året efter omtaler kilderne en skibsbygger på stedet.  I de følgende århundreder var Flådens skibsværft placeret her. Det nuværende boligkvarter blev til, efter at flådens aktiviteter flyttede til Nyholm (nu kendt som Holmen) i 1859. Området er generelt parisisk inspireret med brede gader og elegante facader.
Den nuværende gade Bremerholm ligger ikke på det område, der tidligere bar navnet Bremerholm, men fører derhen.

## Historie
Bremerholm var først navnet på den holm, hvorfra der gik en bro for enden af den nuværende gade til København over Dybet ved Dybensgade. Bremerholms navn skyldtes formentlig, at kong Hans ved anlæggelsen af orlogsværftet hidkaldte skibsbyggere fra Bremen. 
Holmen udgør i dag kvarteret mellem Nyhavn og Havnegade. Den lå lige overfor Slotsholmen, adskilt fra fastlandet af den lavvandede kanal kaldt Dybet. Under Christian 3. blev Dybet fyldt op, og holmen gjort landfast. Gadenavnet Dybensgade er til minde om det gamle farvand.  På Christian 4.s tid gik der en voldgrav fra det nuværende Kongens Nytorv og forbi vore dages Kongelige Teater og ud i havnen. Voldgraven blev senere udfyldt og fik navnet Holmens Kanal,  selv om det nu var en gade og ingen kanal.
Det ældste del af værftet lå lige syd for Nikolaj Kirke. I 1573 fik Frederik 2. anlagt en flere hundrede meter lang reberbane - en rest er bevaret som den Den Gule Længe bagved Charlottenborg - der strakte sig fra det nuværende Kongens Nytorv og helt ned til havnen. Frederik 2. lod bygge et magasin, der senere blev brugt til opbevaring af flådens sejl, samt en ankersmedje med indendørs esser.  Smedjen blev i 1619 ombygget til Holmens Kirke. Garnmagasinet, som ligger i forlængelse af Den Gule Længe, var oprindeligt Frederik 2.s sejlhus, men blev senere garnmagasin, og huser i dag atelierpladser for Malerskolen og Grafisk Skole.
Mellem de nuværende Herluf Trolles Gade og Cort Adelers Gade lå en stor mastegrav, hvor de rå master lå, til de kom i brug. I havnen lå også tømmerlageret, kaldt "dehlehaven", da dehler var datidens ord for brædder. Der startede den store bybrand i 1795, der ødelagde store dele af, hvad der stod tilbage af bygninger fra Københavns middelalder efter branden i 1728.
Fra 1673 lå kanonstøberiet Giethuset nærmest tværs over den nuværende Tordenskjoldsgade, hvor senere Det Kongelige Teater blev bygget. Fra 1757 blev bygningen anvendt som kadetakademi. Ankersmedjen blev senere ombygget til Holmens Kirke. Til Bremerholm kom man over en vindebro lige øst for denne ankersmedje. Der var på Christian 4.s tid livlig trafik med ikke mindre end 3.000 søfolk og 800 håndværkere,  der skulle til og fra. Forbrydere kunne indtil 1741 blive dømt til at "arbejde i jern" på Bremerholm. Det var en hård straf, hvor de ofte var lænket samme to og to. Alligevel lykkedes flere i at flygte. Den islandske bøsseskytte Jon Olafsson fortæller om en student blandt sine bekendte, der blev idømt 18 års strafarbejde i jern på Bremerholm, men undslap sammen med syv andre ved at "de skred baglæns gennem hullet i lokummet". Derfra sprang de ned i Dybet og svømmede langs med muren ud til en sandbanke, hvor de brækkede jernet af sig og fortsatte til Sverige.
Efter anlæggelsen af Nyholm blev Bremerholm omdøbt til Gammelholm. Gammel- og Nyholm var længe Danmarks største arbejdsplads. Den første danske dampmaskine kom i drift på Gammelholm i 1790.
Efter at skibsværftet flyttede til Nyholm (nu kendt som Holmen) i 1859, blev Gammelholm omdannet til beboelseskvarter efter planer af Ferdinand Meldahl, og bebygget i perioden 1861-1877. På det tidspunkt brugte man kun arkitekter til offentlige bygninger, så beboelsesejendommene er tegnet af de håndværksmestre, der byggede husene - i øvrigt i lyntempo, med ca. 28 uger fra nedlægggelse af den første sten til taget blev lagt.
Husene i kvarteret blev opført i 4-5 etager med flotte facader ud mod gaden, men med grå og triste bagsider og mørke, overfyldte baggårde. Grundene var dyre, og bygherrerne udnyttede pladsen til det yderste. Disse baggårdshuse, hvoraf mange kun havde 2 meters afstand imellem sig, blev nedrevet i 1970'erne, så området har nu kun husene med facade mod gaderne tilbage, og store grønne baggårde.